# Musses jul i Ankeborg
Musses jul i Ankeborg (engelska: Mickey's Twice Upon a Christmas) är en animerad Disneyfilm från 2004 och är uppföljare till Musse Pigg och hans vänner firar jul från 1999. Filmen innehåller flera korta filmer med Musse Pigg, Knatte Anka, Fnatte Anka, Tjatte Anka, Kalle Anka, Långben, Kajsa Anka, Mimmi Pigg, Pluto med flera. Filmen släpptes direkt till video den 9 november 2004.

## Svenska röster
- Ingemar Carlehed - Berättare
- Anders Öjebo - Musse Pigg
- Andreas Nilsson - Kalle Anka
- Johan Lindqvist - Långben
- Lizette Pålsson - Mimmi Pigg
- Åsa Jonsson - Kajsa Anka
- Monica Forsberg - Knatte, Fnatte och Tjatte
- Guy de la Berg - Joakim von Anka
- Nick Atkinson - Max (tal)
- Michael Blomqvist - Max (sång)
- Frida Nilsson - Mona
- Benke Skogholt - Tomten

Övriga röster görs av Andreas Nilsson, Claes Ljungmark, Anders Byström, Gunnar Uddén, Niclas Ekholm med flera.
Det här var den sista Disney-filmen som KM Studio fick dubba till svenska.

### Fotnoter
1. ↑  Matthew Millheiser (9 november 2004). ”Mickey's Twice Upon a Christmas” (på engelska). DVD Talk. http://www.dvdtalk.com/reviews/13269/mickeys-twice-upon-a-christmas/. Läst 20 augusti 2016.